# Caramel (pel·lícula)
Caramel (àrab: سكر بنات, Sukkar banāt) és una pel·lícula libanesa de 2007 i representa el debut com a directora de llargmetratge de Nadine Labaki. El guió va ser coescrit per la mateixa Labaki amb Rodney El Haddad i Jihad Hojeily. Es va estrenar el 20 de maig de 2007 al Festival de Canes a la secció de la Quinzena de Cineastes, i va ser nominada al premi Càmera d'Or. S'ha doblat i subtitulat al català.
La història se centra en la vida de cinc dones libaneses que tracten temes com l'amor prohibit, les tradicions vinculants, la sexualitat reprimida, la lluita per acceptar el procés natural de l'edat i el deure versus el desig. La pel·lícula de Labaki és única perquè no mostra un Beirut devastat per la guerra, sinó un lloc càlid i acollidor on la gent tracta temes universals.
El títol de la pel·lícula fa referència a un mètode d'epilació que consisteix a escalfar sucre, aigua i suc de llimona. Labaki també implica simbòlicament la "idea de dolç i salat, dolç i agre" i mostra que les relacions quotidianes de vegades poden ser complicades, però finalment preval la germanor compartida entre els personatges femenins centrals.